# Arroyo Tigre, San Felipe Usila
Arroyo Tigre är en ort i Mexiko.   Den ligger i kommunen San Felipe Usila och delstaten Oaxaca, i den sydöstra delen av landet, 300 km sydost om huvudstaden Mexico City. Arroyo Tigre ligger 83 meter över havet och antalet invånare är 275.
Terrängen runt Arroyo Tigre är kuperad norrut, men söderut är den bergig. Arroyo Tigre ligger nere i en dal. Runt Arroyo Tigre är det ganska glesbefolkat, med 42 invånare per kvadratkilometer. Närmaste större samhälle är San Felipe Usila, 8,6 km sydväst om Arroyo Tigre. I omgivningarna runt Arroyo Tigre växer i huvudsak städsegrön lövskog.